# Julgransfot

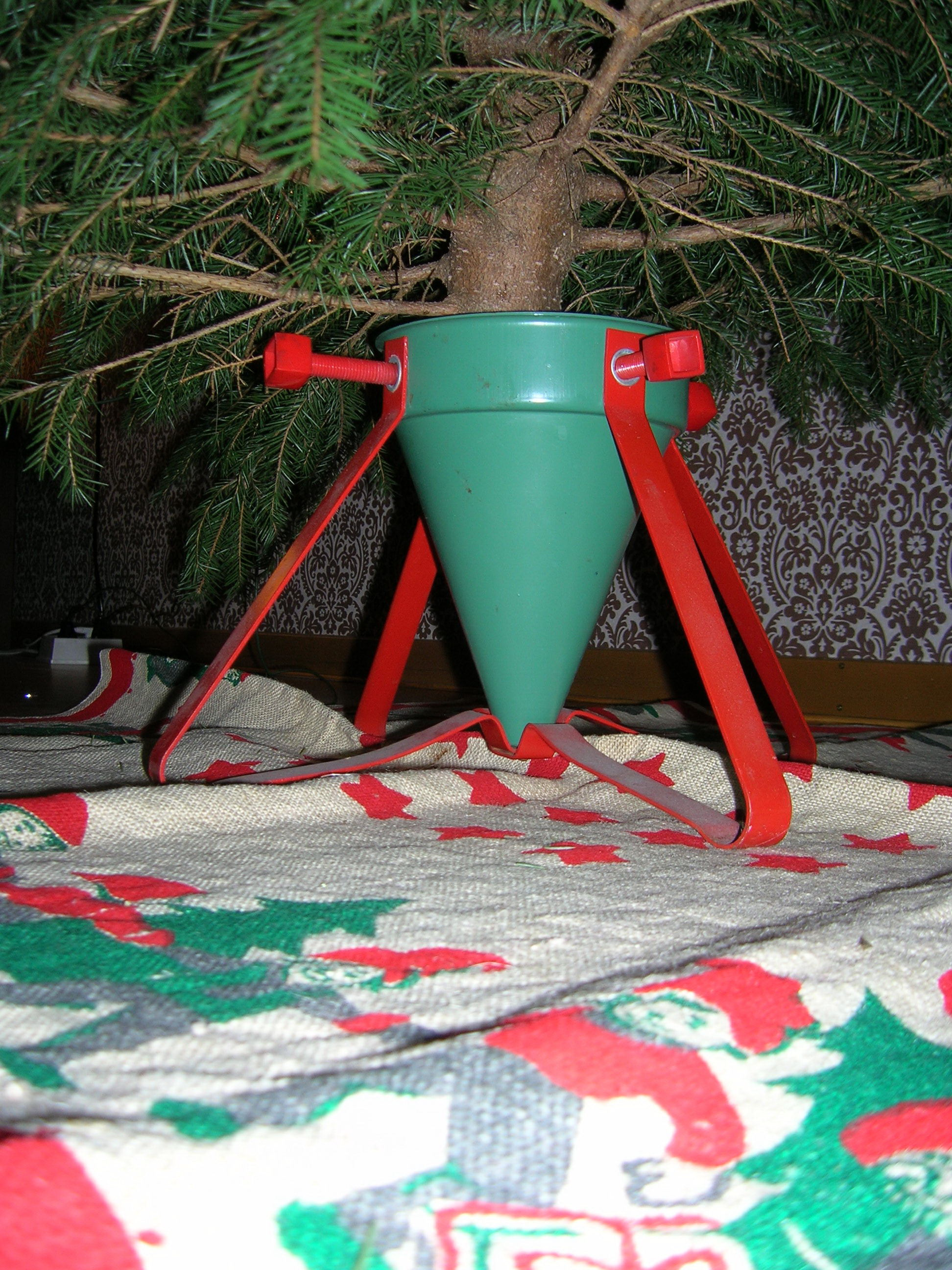
Julgransfot

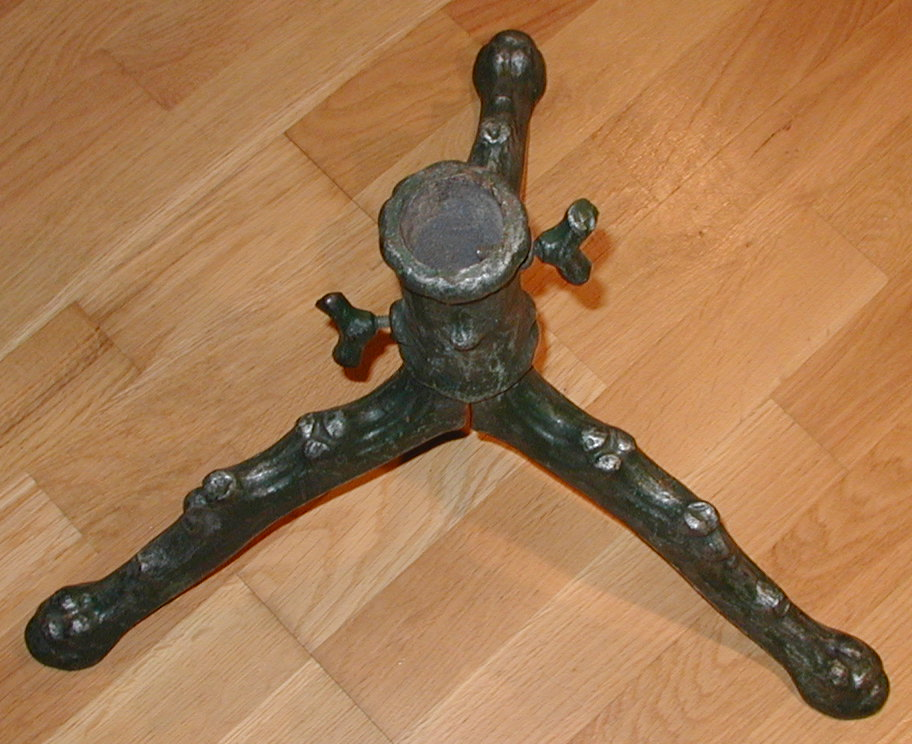
Julgransfot från Wien.

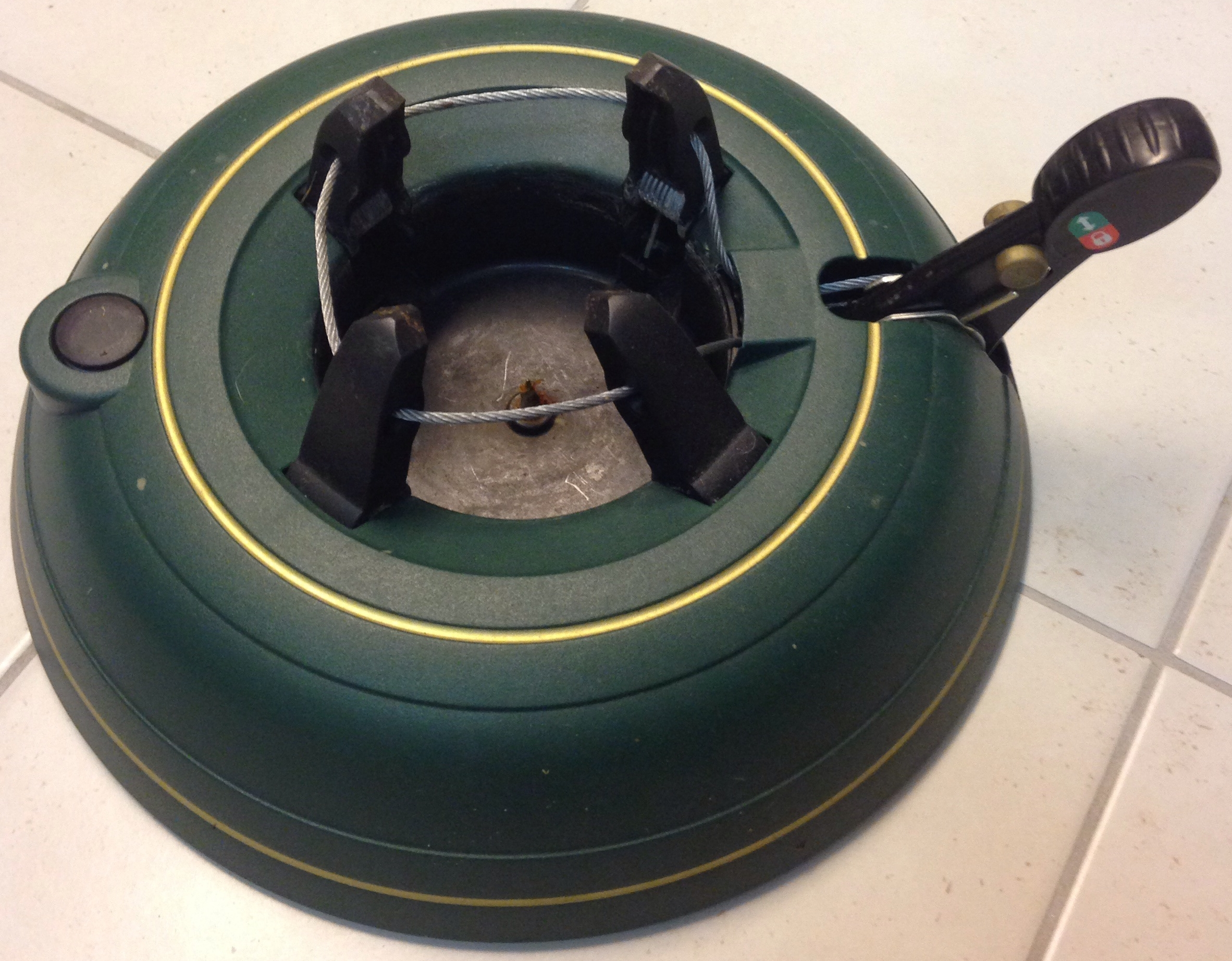
Julgransfot från Tyskland.

Julgransfot är ett slags stabil vas med stativ som används dels för att ge julgranen vatten, dels för att hålla den stående. Julgransfötter finns i många modeller. Förr användes främst en klassisk grön metallmodell med utfällbara röda ben och skruvar som man ställde in från olika håll för att ge granen stadga och hålla den rak, men numera finns modeller där granen spänns fast med fjädrar i ett björnsaxliknande grepp. Julgransfötter görs ofta i plast för att undvika rost.